# Moskojärvi, Lappland
Moskojärvi är en sjö i Gällivare kommun i Lappland och ingår i Kalixälvens huvudavrinningsområde. Sjön har en area på 1,71 kvadratkilometer och ligger 389,9 meter över havet. Moskojärvi ligger i Torne och Kalix älvsystem Natura 2000-område. Sjön avvattnas av vattendraget Kivijoki (Moskojoki).

## Delavrinningsområde
Moskojärvi ingår i det delavrinningsområde (748584-172658) som SMHI kallar för Utloppet av Moskojärvi. Medelhöjden är 403 meter över havet och ytan är 7,78 kvadratkilometer. Räknas de 14 avrinningsområdena uppströms in blir den ackumulerade arean 144,43 kvadratkilometer. Kivijoki (Moskojoki) som avvattnar avrinningsområdet har biflödesordning 2, vilket innebär att vattnet flödar genom totalt 2 vattendrag innan det når havet efter 299 kilometer. Avrinningsområdet består mestadels av skog (57 procent) och sankmarker (13 procent). Avrinningsområdet har 1,71 kvadratkilometer vattenytor vilket ger det en sjöprocent på 21,9 procent.